# Beaurepaire (Vandea)
Beaurepaire è un comune francese di 2 219 abitanti situato nel dipartimento della Vandea nella regione dei Paesi della Loira.

## Società

### Evoluzione demografica
Abitanti censiti